# Statens råd för kärnavfallsfrågor
Kärnavfallsrådet eller Statens råd för kärnavfallsfrågor var en tvärvetenskaplig kommitté som gav råd till regeringen om slutförvaring av kärnavfall och använt kärnbränsle samt om avställning och rivning av kärntekniska anläggningar. Rådet var även en kunskapsresurs för de som arbetar med slutförvarsfrågan samt politiker och massmedier. Rådet bildades 1992 och lades ner 31 december 2022.

## Historik
KASAM eller Samrådsnämnden för kärnavfallsfrågor bildades 1985 för att representera oberoende sakkunskap inom områden som är av betydelse för hantering och slutförvaring av använt kärnbränsle och annat radioaktivt avfall, samt ge regeringen råd i dessa frågor. Rådet var knutet till myndigheten Statens kärnbränslenämnd (SKN), och hade också som uppgift att redovisa kunskapsläget inom området, granska kärnkraftindustrins forsknings-, utvecklings- och demonstrationsprogram samt att anordna seminarier.
Rådet fick 1992 en mer fristående ställning som kommitté genom att regeringen beslutade om direktiv, och fick namnet Statens råd för kärnavfallsfrågor även om namnet KASAM användes parallellt.
2007 ändrades namnet KASAM till Kärnavfallsrådet, medan Statens råd för kärnavfallsfrågor fortsatte vara det formella namnet. 2009 kom tilläggdirektivet 2009:31 som ersatte direktivet från 1992. Rådet hade sedan 2018 ett nytt tilläggsdirektiv 2018:18.
Direktiven från 1992 och 2009 angav att KASAM:s/Kärnavfallsrådets verksamhet skulle upphöra när regeringen tar sitt beslut om ett slutförvar för använt kärnbränsle, vilket skedde i januari 2022. Regeringen meddelade i juli 2022 att Kärnavfallsrådets uppdrag upphör i och med utgången av 2022. Kärnavfallsrådet begärde i september 2022 en förlängning, bland annat mot bakgrund av att ny kärnkraft aviserats av den nya regeringen. Regeringen fattade beslut den 3 november 2022 att avslå rådets begäran om förlängning.
Rådet avvecklades därefter i och med utgången av år 2022. I samband med avvecklingen gjordes en utvärdering av verksamheten de gångna 30 åren av analysfirman Oxford Research. Utredningen angav att rådet bidragit med mervärde genom att det lyft frågor eller bidragit med kunskaper som andra aktörer inom slutförvarssystemet inte har gjort, och varit en brobyggande funktion mellan olika aktörer. Man angav även att flera aktörer, bland annat representanter från kommunerna och internationella forskare, har lyft att det finns behov av ett råd motsvarande Kärnavfallsrådet även fortsättningsvis, när beslutet är taget och ett slutförvar ska byggas.

### Webbplats
I samband med avvecklingen av rådet i och med utgången av år 2022 avvecklades även rådets webbplats "www.karnavfallsradet.se" som innehöll betydande mängder av information om kärnavfall samt rådets rapporter. I oktober 2023 skapade Miljöorganisationernas kärnavfallsgranskning (MKG) en arkiverad kopia av webbplatsen på adressen "www.karnavfallsradet.mkg.se" för att fortsatt tillgängliggöra denna informationsresurs.
Den 18 februari 2024 registrerades den tidigare domänen "www.karnavfallsradet.se" av företaget Rymdweb AB och innehåller nu  information om kärnavfall samt om SMR (Små Modulära Reaktorer) utformad av intressenter i kärnkraftindustrin.

### Ordföranden
Genom åren har följande personer varit ordförande:
- 1992–2002 Camilla Odhnoff
- 2002–2007 Kristina Glimelius
- 2007–2013 Torsten Carlsson
- 2013–2022 Carl Reinhold Bråkenhielm

### Kunskapslägesrapporter
Bland rådets aktiviteter kan nämnas de kunskapslägesrapporter som återkommande tagits fram för att redovisa sin bedömning av kunskapsläget på kärnavfallsområdet.
- 1986 –  Kunskapsläget på kärnavfallsområdet: rapport. 1986. Stockholm: Fritzes kundtjänst. Libris 699495. ISBN 91-38-09767-2. https://inis.iaea.org/collection/NCLCollectionStore/_Public/18/091/18091127.pdf
- 1987 –  Kunskapsläget på kärnavfallsområdet 1987.. Samrådsnämnden för Kärnavfallsfrågor. 1987-11-25. ISBN 91-38-09938-1. OCLC 476191661. https://web.archive.org/web/20220525123940/https://www.karnavfallsradet.se/sites/default/files/documents/kunskapslaget_pa_karnavfallsomradet_1987.pdf
- 1989 –   Kunskapsläget på kärnavfallsområdet: rapport. 1989. Libris 699497. ISBN 91-38-12264-2
- 1992 –   Kunskapsläget på kärnavfallsområdet: rapport. 1992. Libris 699498. ISBN 91-38-12749-0. https://web.archive.org/web/20230116034313/https://www.karnavfallsradet.se/sites/default/files/documents/sou_1992_50.pdf
- 1995 –   Kunskapsläget på kärnavfallsområdet 1995, SOU 1995:50. Libris 17491994. ISBN 9138139529. https://weburn.kb.se/sou/484/urn-nbn-se-kb-digark-4839848.pdf
- 1998 –   Kunskapsläget på kärnavfallsområdet 1998, SOU 1998:68. Libris 699500. ISBN 9138209330. https://weburn.kb.se/sou/553/urn-nbn-se-kb-digark-5528524.pdf
- 2001 –   Kunskapsläget på kärnavfallsområdet 2001, SOU 2001:35, del 1. Libris 7267013. ISBN 9138214466. https://www.regeringen.se/contentassets/11d3d10bd59947668bf65cddc3b7f7c2/kunskapslaget-pa-karnavfallsomradet-2001-sou-200135-del-i.pdf
  -  Kunskapsläget på kärnavfallsområdet 2001, SOU 2001:35, del 2: Urberget - en bra miljö för ett säkert slutförvar för använt kärnbränsle. https://www.regeringen.se/contentassets/11d3d10bd59947668bf65cddc3b7f7c2/kunskapslaget-pa-karnavfallsomradet-sou-200135-del-ii-urberget---en-bra-miljo-for-ett-sakert-slutforvar-for-anvant-karnbransle.pdf
  -  Kunskapsläget på kärnavfallsområdet 2001, SOU 2001:35, del 3: Grundvatten i hårt berg - en analys av kunskapsläget. https://www.regeringen.se/contentassets/11d3d10bd59947668bf65cddc3b7f7c2/kunskapslaget-pa-karnavfallsomradet-sou-200135-del-iii-grundvatten-i-hart-berg---en-analys-av-kunskapslaget.pdf
- 2004 –   Kunskapsläget på kärnavfallsområdet 2004: rapport från Statens råd för kärnavfallsfrågor (KASAM). Libris 9559876. ISBN 9138221667. http://www.regeringen.se/rattsdokument/statens-offentliga-utredningar/2004/07/sou-200467/
- 2007 –   Kunskapsläget på kärnavfallsområdet 2007: nu levandes ansvar, framtida generationers frihet : huvudrapport, SOU 2007:38. Libris 10476976. ISBN 9789138227541. http://www.regeringen.se/content/1/c6/09/16/65/4fe26788.pdf
  -  Fördjupning Rapport 2007:2 Säkerhetsanalys av slutförvaring av kärnavfall – roll, utveckling och utmaning. https://www.karnavfallsradet.mkg.se/sites/default/files/documents/rapport-2007-2.pdf
  -  Fördjupning Rapport 2007:3 Tid för slutförvaring av kärnavfall – samhälle, teknik och natur. https://www.karnavfallsradet.mkg.se/sites/default/files/documents/rapport_2007_3.pdf
  -  Fördjupning Rapport 2007:4 Riskperspektiv på slutförvaring av kärnavfall – individ, samhälle och kommunikation. https://www.karnavfallsradet.mkg.se/sites/default/files/documents/rapport_2007_4.pdf
- 2010 –   Kunskapslägesrapport på kärnavfallsområdet 2010: utmaningar för slutförvarsprogrammet, SOU 2010:6. Libris 11772314. ISBN 9789138233443. http://www.regeringen.se/sb/d/108/a/139363

- 2011  Kunskapsläget på kärnavfallsområdet 2011: geologin, barriärerna, alternativen, SOU 2011:14. Libris 12118468. ISBN 978-91-7437-167-3. https://www.regeringen.se/contentassets/076143173c234d71be0979d6dac1bddf/sou-201114/
- 2012 –  Kunskapsläget på kärnavfallsområdet 2012: långsiktig säkerhet, haverier och global utblick, SOU 2012:7. Libris 12907370. https://www.regeringen.se/contentassets/e54b6c16b66a45d7bc4d865f5a0171bb/kunskapslaget-pa-karnavfallsomradet-2012---langsiktig-sakerhet-haverier-och-global-utblick-sou-20127/
- 2013 –  Kunskapsläget på kärnavfallsområdet 2013: slutförvarsansökan under prövning: kompletteringskrav och framtidsalternativ, SOU 2013:11. Libris 13922253. ISBN 9789138238929. http://www.regeringen.se/sb/d/16982/a/210921
- 2014 –  Kunskapsläget på kärnavfallsområdet 2014: forskningsdebatt, alternativ och beslutsfattande, SOU 2014:11. Libris 15408019. ISBN 9789138240786. http://www.regeringen.se/sb/d/18519/a/235419
- 2015 –  Kunskapsläget på kärnavfallsområdet 2015: kontroll, dokumentation och finansiering för ökad säkerhet, SOU 2015:11. Libris 17561281. ISBN 9789138242377. http://www.regeringen.se/sb/d/108/a/254363
- 2016 –  Kunskapsläget på kärnavfallsområdet 2016: risker, osäkerheter och framtidsutmaningar, SOU 2016:16. Libris 19289184. ISBN 9789138244173. https://www.karnavfallsradet.mkg.se/sites/default/files/documents/sou_2016_16_webb_0.pdf
- 2017 –  Kunskapsläget på kärnavfallsområdet 2017: kärnavfallet - en fråga i ständig förändring, SOU 2017:8. Libris 20039618. ISBN 9789138245590. http://www.regeringen.se/rattsdokument/statens-offentliga-utredningar/2017/02/sou-20178/
- 2018 –  Kunskapsläget på kärnavfallsområdet 2018: beslut under osäkerhet, SOU 2018:8. Libris 22424325. ISBN 9789138247556. http://www.regeringen.se/rattsdokument/statens-offentliga-utredningar/2018/02/sou-20188/
- 2020 –  Kunskapsläget på kärnavfallsområdet 2020: steg för steg : var står vi? : vart går vi? SOU 2020:9. Libris htrcd0t0f2ttqczc. ISBN 9789138250266. https://www.regeringen.se/rattsliga-dokument/statens-offentliga-utredningar/2020/02/sou-20209/
- 2022 –  Kunskapsläget på kärnavfallsområdet 2022: samhället, tekniken och etiken, SOU 2022:7. Libris xc4mgggdvflz0xt7. ISBN 9789152503263. https://www.regeringen.se/rattsliga-dokument/statens-offentliga-utredningar/2022/03/sou-20227/

### Andra rapporter (urval)
- 2001 – ”SOU 2001:108 Kärnavfall; nuets ansvar och kommande generationers frihet”. Regeringen. https://www.sou.gov.se/contentassets/f8d8617d64fd40838a2e54f5e05d0837/rapport_2001_108.pdf. - Föredrag och presentationer från Anne-Marie Thunberg-seminariet vid Sigtunastiftelsen i maj 2001.
- 2022 –  Översikt av åtta länder - status november 2022. Kärnavfallsrådet. https://web.archive.org/web/20230329230954/https://www.karnavfallsradet.se/sites/default/files/documents/rapport_atta_lander_2022_12_29_webb.pdf